# Fukoin Makoto
Makoto Fukoin (普光院 誠 Fukōin Makoto, sinh ngày 20 tháng 5 năm 1993) là một cầu thủ bóng đá người Nhật Bản. Anh thi đấu cho Azul Claro Numazu.

## Thống kê câu lạc bộ
Cập nhật đến ngày 23 tháng 2 năm 2018.
| Thành tích câu lạc bộ | Thành tích câu lạc bộ | Thành tích câu lạc bộ | Giải vô địch | Giải vô địch | Cúp                   | Cúp                   | Tổng cộng | Tổng cộng |
| Mùa giải              | Câu lạc bộ            | Giải vô địch          | Số trận      | Bàn thắng    | Số trận               | Bàn thắng             | Số trận   | Bàn thắng |
| Nhật Bản              | Nhật Bản              | Nhật Bản              | Giải vô địch | Giải vô địch | Cúp Hoàng đế Nhật Bản | Cúp Hoàng đế Nhật Bản | Tổng cộng | Tổng cộng |
| --------------------- | --------------------- | --------------------- | ------------ | ------------ | --------------------- | --------------------- | --------- | --------- |
| 2016                  | SC Sagamihara         | J3 League             | 25           | 1            | –                     | –                     | 25        | 1         |
| 2017                  | SC Sagamihara         | J3 League             | 27           | 3            | –                     | –                     | 27        | 3         |
| Tổng                  | Tổng                  | Tổng                  | 52           | 4            | 0                     | 0                     | 52        | 4         |